# Luxor (Haarlem)
De Luxor was een bioscoop in de Nederlandse stad Haarlem. De bioscoop was sinds 1920 gevestigd in het centrum van de stad aan de Grote Houtstraat. Even verderop in dezelfde straat zat de Cinema Palace. De Luxor was ontworpen door Martin Kuyper, die voorafgaand ook het Bouwmeester Theater in Rotterdam, de Cinéma Américain in Den Haag en de Flora in Enschede heeft ontworpen. De bioscoop had in 1990 zo’n 407 zitplaatsen en sloot in 1995 zijn deuren.
Nadat het gebouw de functie als bioscoop verloor, heeft het verschillende kledingwinkels gehuisvest.